# Hemorrhois
Hemorrhois är ett släkte av ormar. Hemorrhois ingår i familjen snokar.
Arterna är med en längd upp till 1,5 meter eller lite större medelstora till stora ormar. De förekommer från södra Europa och norra Afrika över Mellanöstern till centrala Asien. Habitatet utgörs av klippiga områden med några buskar samt av jordbruksmark. Individerna jagar ödlor och mindre däggdjur. Honor lägger ägg.
Arter enligt Catalogue of Life och The Reptile Database:
- Hemorrhois algirus
- Hemorrhois hippocrepis
- Hemorrhois nummifer
- Hemorrhois ravergieri